# Lathromeris ovicida
Lathromeris ovicida är en stekelart som först beskrevs av Jean Risbec 1956.  Lathromeris ovicida ingår i släktet Lathromeris och familjen hårstrimsteklar. Inga underarter finns listade i Catalogue of Life.